# Musée archéologique d'Adana
Le musée archéologique d'Adana est un musée archéologique de la ville d'Adana en Turquie, fondé en 1924. Riche par ses collections hittites, helléniques et romaines, il contient plusieurs pièces rares, des sarcophages romains et phéniciens ainsi que la statue de Tarhu (dieu de l'orage louvite) sur laquelle est inscrite la Bilingue royale louvito-phénicienne de Çineköy.